# Ghyvelde
Ghyvelde (francouzská výslovnost: [ɡivɛld]; nizozemsky: Gijvelde, západovlámsky: Gyvelde) je obec v departementu Nord v severní Francii. Nachází se na belgické hranici a ve vnitrozemí nedaleko Severního moře. Po Bray-Dunes je tu druhá nejsevernější obec Francie. Obcí prochází E40/A16. Dne 1. ledna 2016 se s Ghyvelde spojila bývalá obec Les Moëres.

## Populace
| Rok  | Pop.  | ± %      |
| ---- | ----- | -------- |
| 1968 | 2 674 | —        |
| 1975 | 2 697 | + 0,12 % |
| 1982 | 3 817 | + 5,09 % |
| 1990 | 3 666 | − 0,50 % |
| 1999 | 3 679 | + 0,04 % |
| 2007 | 3 882 | + 0,67 % |
| 2012 | 4 130 | + 1,25 % |
| 2017 | 4 193 | + 0,30 % |

Zdroj:

## Galerie

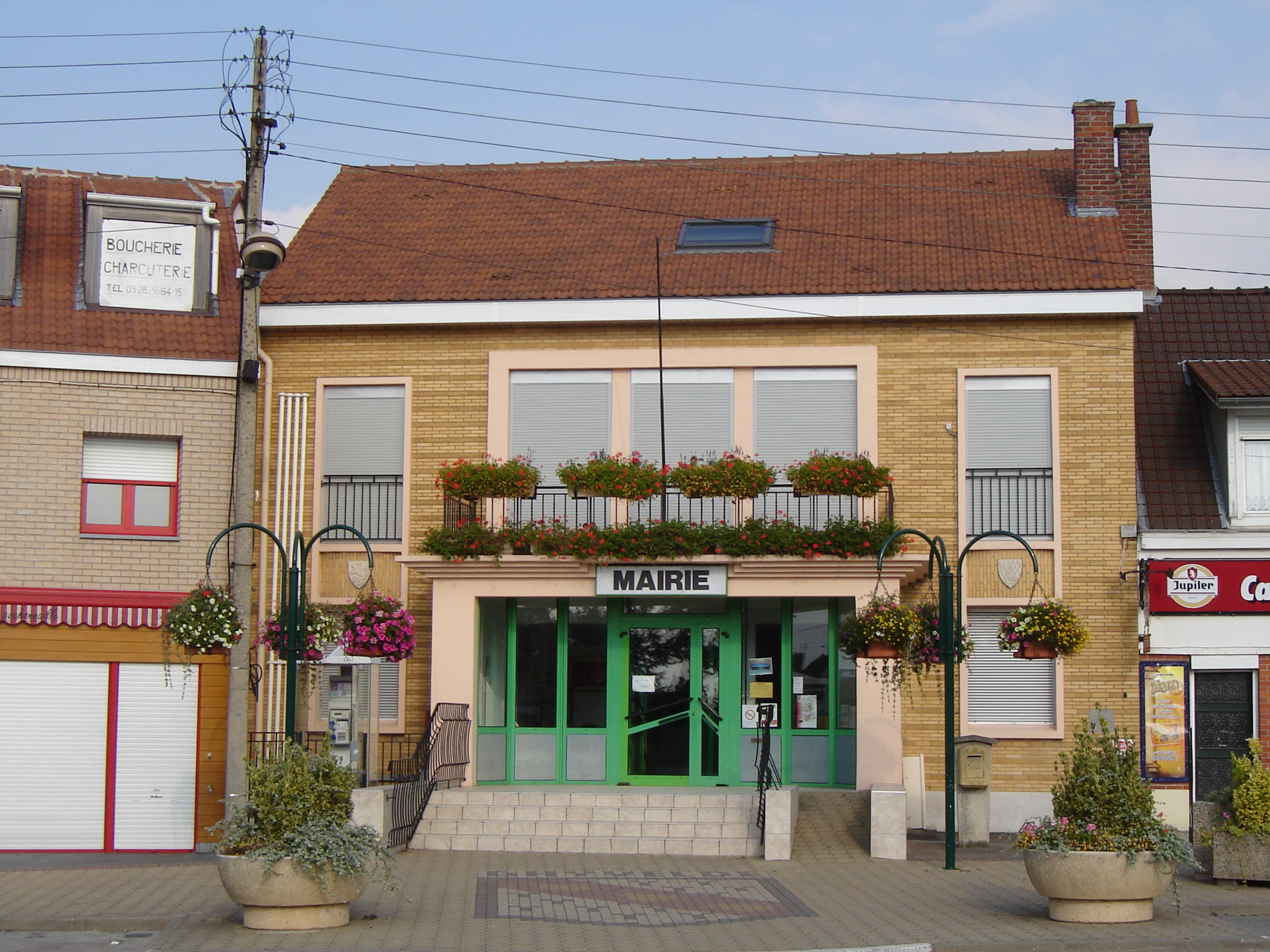
Radnice
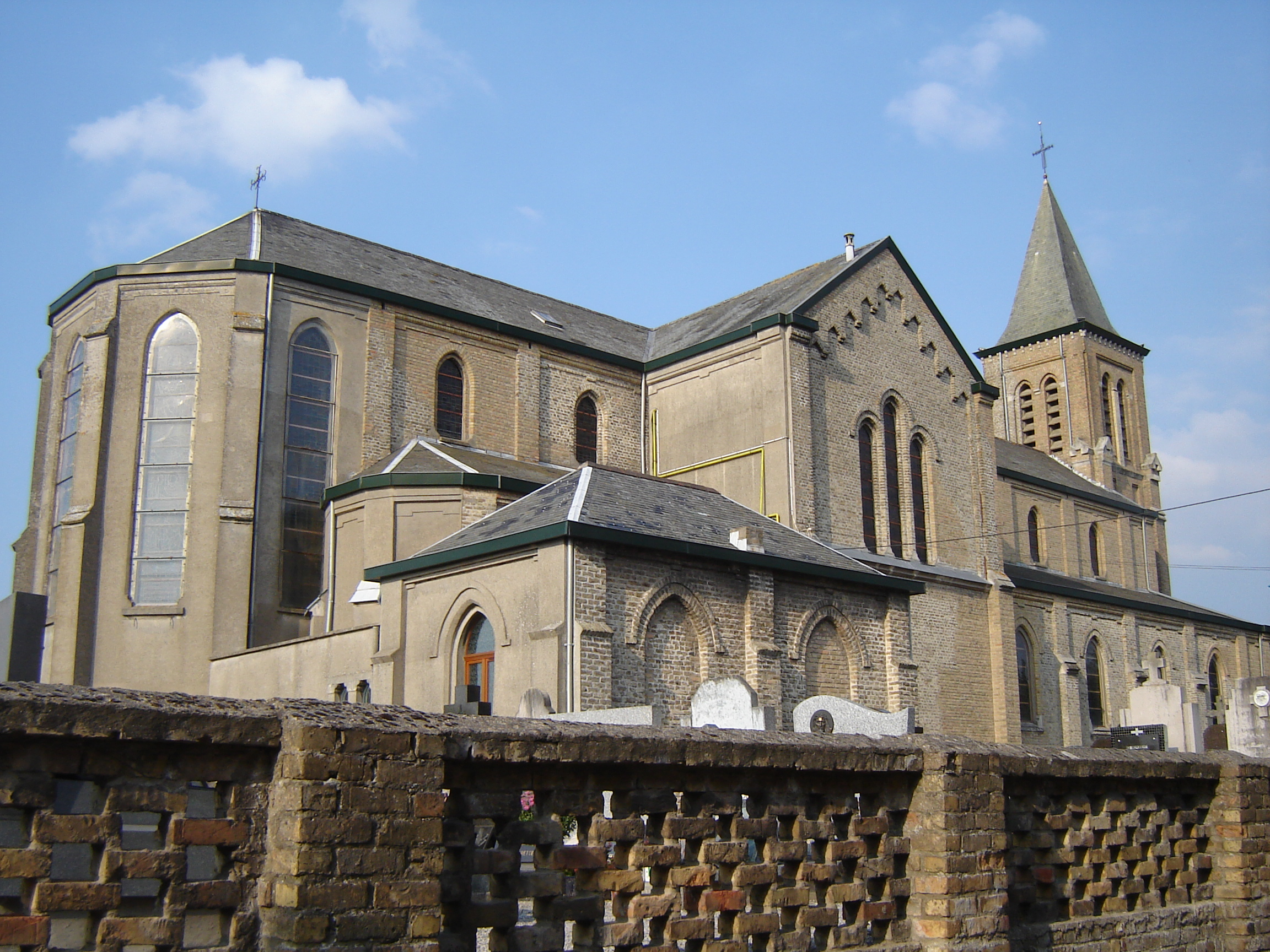
Kostel svatého Vincenta

## Heraldika
|  | Blason erbu Ghyvelde: Hermelínový podklad s červeným přepažením a 3 pootočenými mušlemi (Ghyvelde a Hondschoote mají stejný erb). |